# 200P/Larsen
200P/Larsen, komet Jupiterove obitelji